# Dunai Ede
Dunai Ede (Budapest, 1949. július 14. –) olimpiai ezüstérmes magyar labdarúgó. Kilencszeres magyar bajnok. A sportsajtóban Dunai III néven szerepelt. Fia ifj. Dunai Ede labdarúgó (Újpest FC), sportszakíró.

## Pályafutása

### Klubcsapatokban
1967-ben került az Újpesti Dózsához. A következő évben mutatkozott be az élvonalban. 14 idény alatt csak egyszer nem kerültek dobogós helyre a bajnokságban, az utolsóban. Összesen 9 bajnoki arany, 3 ezüst és egy bronz sikerei eredménye. Nemzetközi téren két kiemelkedő eredményt ért el a csapattal: 1968–1969-ben a VVK döntős, 1973–1974-ben a BEK elődöntős csapat tagja volt. Utóbbinál a későbbi győztes Bayern Münchennel szemben maradtak alul.
1981-ben először a 22. sz. Volánhoz szerződött, majd a Volán SC labdarúgója volt egy idényig, majd újra 22. sz Volán következett. 1984 és 1993 között alsóbb osztályú csapatoknál fejezi be az aktív labdarúgást (Göd, Budai Chinoin, UFC Kittsee (osztrák), Hungarocamion / Danubius Camion, Extrade SC).

### A válogatottban
A magyar válogatottban 1969 és 1976 között 12 alkalommal szerepelt és két gólt szerzett. Háromszoros olimpiai válogatott (1972). A müncheni olimpián ezüstérmet szerzett csapat tagja.

## Sikerei, díjai
- Magyar bajnokság
  - bajnok: 1969, 1970-tavasz, 1970–1971, 1971–1972, 1972–1973, 1973–1974, 1974–1975, 1977–1978, 1978–1979
  - 2.: 1968, 1976–1977, 1979–1980
  - 3.: 1975–1976
- Magyar kupa (MNK)
  - győztes: 1969, 1971, 1975
- Bajnokcsapatok Európa-kupája (BEK)
  - elődöntős: 1973–1974
- Vásárvárosok kupája (VVK)
  - döntős: 1968–1969
- Olimpia
  - ezüstérmes: 1972, München

## Statisztika

### Mérkőzései a válogatottban
| Magyarország | Magyarország         | Magyarország                      | Magyarország  | Magyarország | Magyarország  | Magyarország        | Magyarország | Magyarország |
| #            | Dátum                | Helyszín                          | Hazai         | Eredmény     | Vendég        | Kiírás              | Gólok        | Esemény      |
| ------------ | -------------------- | --------------------------------- | ------------- | ------------ | ------------- | ------------------- | ------------ | ------------ |
| 1.           | 1969. június 15.     | Koppenhága, Idrætspark            | Dánia         | 3 – 2        | Magyarország  | vb-selejtező        | -            | 35'          |
| 2.           | 1970. május 2.       | Budapest, Népstadion              | Magyarország  | 2 – 0        | Lengyelország | barátságos          | -            |              |
| 3.           | 1970. május 16.      | Budapest, Népstadion              | Magyarország  | 1 – 2        | Svédország    | barátságos          | -            |              |
| 4.           | 1970. november 15.   | Bázel, St. Jakob stadion          | Svájc         | 0 – 1        | Magyarország  | barátságos          | -            |              |
| 5.           | 1971. április 4.     | Bécs, Práter-stadion              | Ausztria      | 0 – 2        | Magyarország  | barátságos          | -            |              |
| 6.           | 1971. május 19.      | Szófia, Levszki-stadion           | Bulgária      | 3 – 0        | Magyarország  | Eb-selejtező        | -            |              |
| 7.           | 1972. augusztus 31.  | Augsburg, Rosenaustadion (FRG)    | Dánia         | 0 – 2        | Magyarország  | olimpiai csoportkör | 2            | 17' 85'      |
| 8.           | 1972. szeptember 3.  | Passau, Drei-Flüsse Stadion (FRG) | Magyarország  | 2 – 0        | NDK           | olimpiai középdöntő | -            |              |
|              | 1972. szeptember 6.  | München, Olimpia Stadion          | NSZK          | 1 – 4        | Magyarország  | olimpiai középdöntő | -            | 14'          |
|              | 1972. szeptember 8.  | Regensburg (FRG)                  | Magyarország  | 2 – 0        | Mexikó        | olimpiai középdöntő | -            |              |
| 9.           | 1972. szeptember 10. | München, Olimpia Stadion (FRG)    | Lengyelország | 2 – 1        | Magyarország  | olimpiai döntő      | -            |              |
| 10.          | 1974. december 4.    | Szolnok, Tiszaligeti stadion      | Magyarország  | 1 – 0        | Svájc         | barátságos          | -            |              |
| 11.          | 1975. március 26.    | Párizs, Parc des Princes          | Franciaország | 2 – 0        | Magyarország  | barátságos          | -            |              |
| 12.          | 1975. május 7.       | Budapest, Népstadion              | Magyarország  | 2 – 0        | Bulgária      | olimpiai selejtező  | -            |              |
|              | 1979. május 30.      | Miskolc-Diósgyőr, DVTK-stadion    | Magyarország  | 3 – 0        | Románia       | olimpiai selejtező  | -            |              |
|              | Összesen             |                                   |               | 12           | mérkőzés      |                     | 2            | gól          |